# Live Innocence!
Live Innocence! – drugie wideo heavymetalowego zespołu Saxon wydane w 1986 roku przez wytwórnię EMI.
Materiał został zarejestrowany w czerwcu 1985 roku w Madrycie.

## Lista utworów
1. „Back on the Streets” – 5:21
2. „Dallas 1pm” – 6:34
3. „Devil Rides Out” – 5:21
4. „Everybody Up” – 3:38
5. „A Little Bit of What You Fancy” – 4:36
6. „Broken Heroes” – 5:28
7. „Play It Loud” – 4:31
8. „Shout It Out” – 4:17
9. „Crusader” – 5:43
10. „Wiązanka (Heavy Metal Thunder / Stand Up and Be Counted / Taking Your Chances / Warrior)” – 9:07
11. „Rockin' Again” – 4:37

## Twórcy
| Saxon w składzie - Biff Byford – wokal - Graham Oliver – gitara - Paul Quinn – gitara - Steve Dawson – gitara basowa - Nigel Glockler – perkusja | Personel - Simon Hanhart – producent (dźwięk) - Noel Oliver – reżyser - James Elwart – producent |